# Il re si diverte (Hugo)
Il re si diverte (in francese: Le roi s'amuse) è un dramma in cinque atti dello scrittore francese Victor Hugo, portato al debutto a Parigi il 22 novembre 1832 prima di essere censurato e bandito dalle scene teatrali. Il dramma è noto soprattutto per essere stato musicato da Giuseppe Verdi nell'opera Rigoletto (1851).

## Trama

### Atto I
Il Palazzo del Louvre
Triboulet è il buffone di corte di Francesco I, re di Francia e accanito dongiovanni. Dopo che il monarca ha messo gli occhi su una nuova possibile amante, la contessa de Cossé, Triboulet incoraggia il suo re a uccidere il marito della donna. Per vendicarsi di questa e di altre nefandezze perpetrate o istigate del giullare, i cortigiani si alleano per causarne la rovina e decidono di rapire la giovane donna con cui Triboulet convive, pensando che sia la sua amante. Durante una festa al Palazzo del Louvre il conte de Saint-Vallier, padre di Diana de Poitiers, accusa il re di aver sedotto sua figlia e pretende un compenso. L'aristocratico però non ottiene nulla se non le beffe che il sovrano gli rivolge, incoraggiato dal giullare. Quest'ultima cattiveria spinge i cortigiani alla decisione definitiva di agire contro Triboulet.

### Atto II
Cul-de-sac Bussy
Mentre torna a casa, Triboulet non riesce a smettere di pensare alle maledizioni rivoltegli dai cortigiani, ma le sue preoccupazioni sono interrotte da Saltabadil, che lo ferma per strada e gli offre di vendicare i torti subiti. Triboulet rifiuta i servizi del sicario e torna a casa, dove lo aspetta l'amata figlia Blanche. Il buffone tiene la figlia segregata in casa, facendola uscire solo per la messa domenicale, perché sa che la sua grande bellezza la renderebbe un bersaglio ideale per il Re e per gli altri cortigiani. Conoscendo la gelosia paterna, Blanche gli tiene nascosto di aver conosciuto e di essersi innamorata di un uomo visto in chiesa. Triboulet corre fuori di casa dopo aver sentito dei rumori per strada e il corteggiatore misterioso, che altri non è che Francesco I, ne approfitta per andare da Blanche. Triboulet intanto incontra un gruppo di cortigiani che fingono di seguire il suo consiglio e di voler rapire Madame de Cossé. Gli uomini, in realtà, sono lì per rapire Blanche, bendano Triboulet con l'inganno e fuggono con la giovane. Quando il buffone realizza cos'è successo è troppo tardi: Blanche è sparita.

### Atto III
L'anticamera degli appartamenti reali al Palazzo del Louvre
La mattina dopo, i cortigiani impediscono a Triboulet d'incontrarsi con il re, che si è chiuso nei suoi appartamenti con Blanche. Quando la giovane alla fine esce dalle stanze reali racconta tutto al padre, che giura vendetta contro il sovrano. Mentre il conte di Saint-Vallier viene portato via per essere giustiziato, Triboulet afferma che le maledizioni dei cortigiani rimbalzeranno su Francesco I.

### Atto IV
Sulla riva della Senna, nei pressi di Château de la Tournelle
Triboulet si reca in una locanda per incontrarsi con Saltabadil e commissionargli il regicidio. All'insaputa di tutti, anche Francesco si trova lì sotto mentite spoglie per incontrarsi con Maguelonne, la sorella del sicario. Quando Francesco si addormenta, Saltabadil pianifica di vibrare il colpo fatale, ma Maguelonne, che si è invaghita del cliente, chiede al fratello di risparmiare il suo amante, uccidere una persona a caso e consegnarne il cadavere a Triboulet. Blanche, che ha origliato la conversazione, è addolorata nel constatare che il re le è infedele, ma si sacrifica comunque al suo posto e viene uccisa da Saltabadil.

### Atto V
Sulla riva della Senna, nei pressi di Château de la Tournelle
È mezzanotte e scoppia un acquazzone. Triboulet torna alla locanda per farsi consegnare il cadavere, ma quando Saltabadil si offre di aiutarlo a gettare il sacco nella Senna il buffone rifiuta. Mentre sta per sbarazzarsi del corpo, Triboulet sente il re cantare dalla locanda e decide di aprire il sacco per verificare l'identità della vittima. Proprio mentre un lampo illumina il cielo, Triboulet realizza che il corpo è quello della figlia Blanche che, morente, gli chiede perdono e spira tra le sue braccia. Le grida disperate del giullare attirano una folla che scambia Triboulet per l'assassino, una donna ferma gli astanti prima che arrestino il buffone. Un dottore arriva sulla scena del crimine e dichiara morta Blanche, mentre Triboulet crolla a terra urlando di aver ucciso la sua stessa figlia.

## Origini e rappresentazioni

### Il debutto e la censura
Le roi s'amuse ebbe la sua prima e unica rappresentazione alla Comédie-Française il 5 novembre 1832. Nella prefazione del dramma, Hugo descrive Triboulet come un uomo incattivito dalla vita e una vittima del dispotismo: "egli odia il re perché è re, i nobili perché sono nobili e gli uomini perché non hanno una gobba sulla schiena". Questa forte vena critica del personaggio fu immediatamente notata dei censori dell'epoca, che videro nell'immorale Francesco I un attacco al contemporaneo re di Francia Luigi Filippo. Un decreto ministeriale censurò quindi il dramma, che non poté più essere portato in scena dopo la sua prima rappresentazione. Hugo fece causa al ministero per il diritto di continuare ad allestire Il re si diverte e il caso legale divenne celebre in Francia, rendendo il drammaturgo un eroe della lotta per la libertà di parola. Tuttavia, Hugo perse in tribunale e fu costretto a pagare anche le spese processuali, oltre a vedersi negati i diritti di portare in scena l'opera per i successivi cinquant'anni.

### Rappresentazioni successive
La seconda rappresentazione del dramma andò in scena alla Comédie-Française nel 1882 per celebrare il cinquantesimo anniversario dell'opera. Questa volta Il re si diverte ottenne un grande successo, fu messo in scena per diciannove rappresentazioni quell'anno e per altre ventotto nel 1883. In entrambi i casi il cast era composto da Mounet-Sully nel ruolo di Francesco I, François Jules Edmond Got nella parte di Triboulet e Julia Bartet nelle vesti di Blanche. Il compositore Léo Delibes scrisse le musiche per la festa del primo atto e la canzone d'osteria del quinto. La Comédie-Française ha nuovamente messo in scena l'opera nella stagione 1991/1992.

## Adattamenti

### Rigoletto
Nel 1850 Giuseppe Verdi cominciò a lavorare su un adattamento operistico del dramma su libretto di Francesco Maria Piave. L'opera inizialmente doveva mantenere l'ambientazione francese ed essere intitolata La maledizione di Vallier, ma Verdi e Piave spostarono successivamente la scena a Mantova, apportando dunque i doverosi cambiamenti per riflettere l'ambientazione italiana. Il re di Francia divenne quindi il Duca di Mantova, mentre Triboulet venne tradotto letteralmente in Rigoletto. L'opera fece il suo debutto al Gran Teatro La Fenice di Venezia, allora sotto la dominazione austriaca, l'11 marzo 1851.
Il cambiamento dell'ambientazione dalla Francia all'Italia non avvenne esclusivamente per motivi artistici, ma fu anzi causato da molteplici problemi con la censura austriaca. Sin dagli esordi della composizione, le autorità austriache negarono a Verdi i permessi di musicare un dramma già ritenuto immorale e anti-monarchico. In particolare, il censore De Gorzkowski si oppose strenuamente all'opera e soltanto l'intensa mediazione di Guglielmo Brenna, segretario de La Fenice, permise la composizione del melodramma. A ogni passo della stesura, Piave e Verdi dovettero comunque far approvare dai censori austriaci quanto scritto e per evitare ulteriori complicazioni spostarono l'ambientazione a Mantova per evitare gli aspetti anti-monarchici della vicenda, né attacchi politici a persone di spicco, dato che la casata dei Gonzaga era ormai estinta. La decisione di dare all'opera un'ambientazione mantovana fu presa nel gennaio 1851 e il 14 dello stesso mese il titolo stabilito e approvato fu Rigoletto.

### Al cinema
Nel 1918 i registi austriaci Louise e Jacob Fleck realizzarono il film muto Rigoletto che, pur usando il titolo dell'opera verdiana, manteneva l'ambientazione francese del dramma di Hugo.
Nel 1941 Mario Bonnard diresse un omonimo adattamento cinematografico della pièce francese, ambientata nella Parigi del XVI secolo come da indicazioni di Hugo; il nome dei personaggi erano invece un misto di originali e verdiani, con Francesco I e il conte di Villiers come ne Il re si diverte ma Rigoletto e Gilda al posti di Triboulet e Blanche.